# Махнач, Владимир Леонидович
Влади́мир Леони́дович Махна́ч (2 апреля 1948, Москва — 5 мая 2009, там же) — русский историк и православный просветитель, искусствовед, историк русской архитектуры, политический философ, русский православный публицист.

## Биография
Окончил 2-ю московскую физико-математическую школу. Служил в армии радистом в авиационных войсках (1967—1968). Учился на историческом факультете МГУ (1973—1979), специализировался на истории архитектуры. В студенческие годы познакомился со Львом Гумилёвым; один из немногих его «московских учеников».
С 1972 года работал в Музее искусств народов Востока — библиотекарем, экскурсоводом, младшим научным сотрудником отдела научной пропаганды; затем — в Музее архитектуры, Музее-усадьбе Абрамцево, Музее-усадьбе Останкино. Занимался репетиторством. В эти годы начал создавать фототеку, подбирал слайды, книги по архитектуре, истории городов и русской истории в целом; эти материалы легли в основу курсов, созданных впоследствии.
С 1973 по 1982 год был экскурсоводом «нелегальных» автобусных экскурсий по старым русским городам. С конца 1970-х участвовал в деятельности религиозных кружков, занимался катехизацией.
В 1983 году (при Юрии Андропове) этой деятельностью Махнача заинтересовался КГБ; чтобы избежать преследования «за тунеядство», Владимир Махнач устроился на работу такелажником на завод железобетонных изделий.
С 1984 года вновь работал в Музее архитектуры; преподавательская деятельность Махнача была легализована в виде факультатива по русской истории в Институте имени Губкина. С 1985 года Махнач читал публичные лекции в клубах и залах. С 1987 года работал преподавателем Московского архитектурного института (МАРХИ, с 1990 года — доцент). Впоследствии читал курсы лекций также в МИФИ, Литературном институте, других учебных заведениях.
В середине 1980-х годов активно участвовал в движении по охране памятников истории, культуры и среды обитания человека. В 1986 году временно возглавлял экспертный консультативный общественный совет (ЭКОС) при главном архитекторе Москвы.
В начале-середине 1990-х годов был постоянным участником аналитической группы внешнеполитической ассоциации («Группа Бессмертных», по фамилии бывшего министра иностранных дел СССР Александра Бессмертных). В 1995 году участвовал, вместе с другими интеллектуалами (Сергей Чернышёв, Андрей Белоусов, Вячеслав Глазычев, Симон Кордонский, Андрей Кураев, Сергей Кургинян, Шамиль Султанов и др.), в сборнике «Иное. Хрестоматия нового российского самосознания».
Выступал с резкой критикой градостроительной политики, проводившейся при мэре Москвы Юрии Лужкове, считая недопустимым снос памятников архитектуры и изменения исторической застройки.
Специализировался на чтении историко-культурных лекционных курсов («История мировых культур», «История отечественной культуры», «История византийской культуры», «История русской архитектуры», «Очерки истории корпораций», «Историко-культурное введение в политологию») в различных московских вузах (Высшая школа экономики, МАРХИ, Литературный институт, МИФИ, Институт журналистики и литературного творчества) и школах.
В последние годы жизни основным местом работы В. Махнача была Высшая школа экономики, где он в должности профессора читал курс «Политика: основные понятия (историко-культурное введение в политологию)».
В 1990—2000-х годах были опубликованы многочисленные исторические и культурологические работы Владимира Махнача (часть в соавторстве с С. О. Елишевым и С. Н. Марочкиным, а также под коллективным псевдонимом Платон Янычаров); он являлся также постоянным сотрудником и автором православной радиостанции «Радонеж», вёл цикл передач на «Народном радио».
Один из основателей Православного политического совещания (1994, позднее преобразовано в Союз православных граждан). Член Союза писателей.
В 2008 году во внимание к многолетним трудам и в связи с 60-летием со дня рождения Патриарх Алексий II удостоил В. Л. Махнача ордена прп. Сергия Радонежского III степени.
Скончался 5 мая 2009 года. Похоронен в Москве на Перепечинском кладбище.

## Труды
книги
- Очерки православной традиции. — М. : Хризостом, 2000. — 350 с. — ISBN 5-87372-096-7
- Параметры христианской политики. — М. : Одигитрия, 2000. — 126 с. (соавтор: Леонид Владимиров)
- Факты и смысл : [Сб. ст. по проблемам рос. государственности]. — М. : Грааль, 2003. — 118 с. — ISBN 5-94688-032-2 — 1500 с. (соавтор: С. О. Елишев)
- Россия, которую мы вернем : [Сб. ст. по пробл. рос. государственности]. — М. : Грааль, 2004. — 150 с. — ISBN 5-94688-010-1 — 1500 экз. (соавторы: С. О. Елишев, О. С. Сергеев)
- Политика. Основные понятия. — М. : Синергия, 2005. — 319 с. — (Серия «Россия, которую мы вернем»). — ISBN 5-7368-0184-1 (соавтор: С. О. Елишев)
- Политика. Основные понятия : справочник, словарь. — Москва : ОЛМА Медиа Групп, 2008. — 284 с. — ISBN 978-5-373-01911-8 (соавтор: С. О. Елишев)
- Русский город. Тупики «прогресса» : [сборник статей по вопросам национально-государственного строительства] / В. Л. Махнач [и др.]. — Москва : Книга и бизнес, 2009. — 262 с. — (Серия «Россия, которую мы вернем»). — ISBN 978-5-212-01089-4
- Империя для русских: [как построить «русский мир» : 16+]. — Москва : Алгоритм, 2015. — 237 с. — (Русский реванш). — ISBN 978-5-906798-10-7

статьи
- 1 сентября 1648 года // Знание — сила, 1983. — № 12. — С. 13-15.
- Троевластие // Новое время. 1993. — № 13. — С. 48-51.
  - Дополняй и властвуй, или забытое открытие греческого историка // Диалог. 1994. — № 1. — С. 26-31.
- Антисистемы // Аналитика и информация. — М.: Внешнеполитическая ассоциация, 1993.
  - Антисистема в России // Диалог. 1994. — № 11.
- Западники // Век ХХ и мир. 1995. — № 1. — С. 30-34.
- Культурология расколов // Единство Церкви: Богословская конференция 15 — 16 ноября 1994 г. — М.: Издательство ПСТБИ, 1996. — С. 30—38.
  - Культурология церковных расколов // Православная беседа. — 1996. — № 4. — С. 34—37.
- Империи в мировой истории // Неизбежность Империи. — М., 1996.
- Демос и его кратия // Новая Россия, 1997. — № 1. — С. 133—140.
- Антисистемы нового времени // Православная беседа. 1998. — № 2.
- Параметры христианской политики // Полития. — М., 1998. — № 4 (6). — C. 45-51.
  - Параметры христианской политики // Золотой лев: Издание русской консервативной мысли. — Пушкино, 1998. — № 3/4. — С. 45—50.
- Основание Сарайской (Крутицкой) епархии: забытые причины // Ежегодная Богословская конференция ПСТБИ. — М., 1999. — С. 124—128.
- Мы, «они» и оскорблённая Россия // Гражданинъ. 2003. — № 1. — С. 17-27.
- «Не хочу служить» — это логика социальных низов // Гражданинъ. 2003. — № 5. — С. 70-72.
- Что такое Россия? // Национализм: Pro et contra : Антология / сост., авт. предисл., авт. примеч. А. А. Иванов; сост., авт. предисл. А. Л. Казин. — СПб.: Издательство Русской христианской гуманитарной академии, 2017. — 924 с. — С. 653—663.

Лекции, беседы, выступления и статьи (всего 285 текстов)
- Лекции, беседы, выступления и статьи Владимира Махнача на сайте LiveJournal
- Лекции, беседы, выступления и статьи Владимира Махнача на сайте Дзен
- Лекции, беседы, выступления и статьи Владимира Махнача на сайте Facebook
- Лекции, беседы, выступления и статьи Владимира Махнача на сайте Проза.ру
- Цитаты Владимира Махнача на сайте Instagram
- Цитаты Владимира Махнача на сайте Twitter
- Цитаты Владимира Махнача на сайте Bastyon

Аудио- и видеозаписи лекций, бесед и выступлений (всего 329 записей)
- Аудио- и видеоозаписи Владимира Махнача на сайте ВКонтакте
- Аудио- и видеозаписи Владимира Махнача на сайте Mail.Ru
- Видеозаписи Владимира Махнача на сайте Youtube

статьи в интернете
- Подборка на персональном сайте
- Две мифологемы консерватизма в русском историческом сознании на сайте «Руниверс»
- Социальные традиции в русской культуре
- Что такое Россия?
- Требуется государь?
- Снова о параметрах христианской политики: вчера и сегодня Ч. 1
- Снова о параметрах христианской политики: вчера и сегодня Ч. 2
- Христианство — не значит пацифизм
- Подборка на сайте «Русский архипелаг»
- Лекции по истории России на сайте «Предание»
- «Заветный список» важнейших книг по В. Махначу
- Оставьте в покое 37-й год!
- Русский город и русский дом
- Империи в мировой истории